# Fator de potência
O fator de potência (FP) é uma relação entre potência ativa e potência reativa por consequência energia ativa e reativa. Ele pode ser usado para indicar se a proporção entre potência reativa e ativa está adequada. O fator de potência de um sistema elétrico qualquer, que está operando em corrente alternada (CA), é definido pela razão da potência real ou potência ativa pela potência total ou potência aparente. Um FP alto indica uma boa eficiência quanto ao uso de energia, significa dizer que grande parte da energia drenada é transformada em trabalho, inversamente a isso um fator de potência baixo indica que você não está aproveitando plenamente a energia drenada (entende-se por "energia drenada" a energia que você compra da concessionaria).

## Teoria

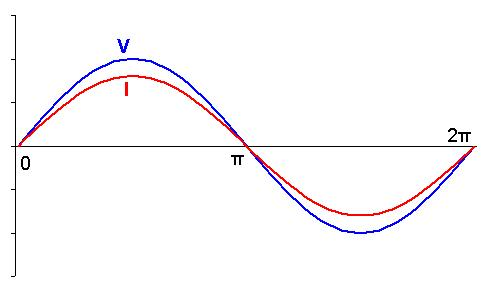
Ondas de tensão (V) e corrente (I) em fase. A carga possui característica resistiva (se senoidal perfeita, FP=1). Ângulo de fase φ=0°.

Em circuitos de corrente alternada (CA) puramente resistivos, as ondas de tensão e de corrente elétrica estão em fase, ou seja, mudando a sua polaridade no mesmo instante em cada ciclo. A presença de elementos armazenadores de energia, capacitores e indutores, provoca uma diferença de fase entre as ondas de tensão e corrente. Uma vez que essa energia armazenada retorna para a fonte e não produz trabalho útil.
A potência ativa é a capacidade do circuito de produzir trabalho em um determinado período de tempo. Devido aos elementos reativos da carga, a potência aparente, que é o produto da tensão pela corrente do circuito, será igual ou maior do que a potência ativa.
A potência reativa é a medida da energia armazenada que é devolvida para a fonte durante cada ciclo de corrente alternada. É a energia que é utilizada para produzir os campos elétrico e magnético necessários para o funcionamento de certos tipos de cargas como, por exemplo, retificadores industriais e motores elétricos.
O fator de potência (FP) de um circuito de corrente alternada tem três componentes: potência ativa (P), medida em watts (W); potência aparente (S ou N), medida em volt-ampères (VA); e potência reativa (Q), medida em var (volt-ampere reativo), este grafado sempre em letras minúsculas. O FP é o cosseno do ângulo de fase, de tal modo que quanto mais próximo de 1 mais potência útil está disponível na rede. O fator de potência pode ser expresso como:
{\displaystyle FP={\frac {P}{S}}}
No caso de formas de onda perfeitamente senoidais, P, Q e S podem ser representados por vetores que formam um triângulo retângulo, também conhecido como triângulo de potências, sendo que:
{\displaystyle S^{2}\,\!={P^{2}\,\!}+{Q^{2}\,\!}}

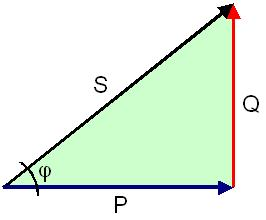
Triângulo retângulo que representa a relação entre as potências aparente (S), ativa (P) e reativa (Q).

Se φ é o ângulo de fase entre as de ondas de corrente e tensão, e sabendo que a potência activa não pode ser negativa (elementos resistivos não fornecem energia), então o cos φ ≥ 0, consequentemente: -π/2 ≤ φ ≤ π/2, então o fator de potência é igual a {\displaystyle \cos \phi }, e:
{\displaystyle P=S\cos \phi }
Por definição, o fator de potência é um número adimensional entre 0 e 1. Quando o fator de potência é igual a zero (0), o fluxo de energia é inteiramente reativo, e a energia armazenada é devolvida totalmente à fonte em cada ciclo. Quando o fator de potência é 1, toda a energia fornecida pela fonte é consumida pela carga. Normalmente o fator de potência é assinalado como atrasado ou adiantado para identificar o sinal do ângulo de fase entre as ondas de corrente e tensão elétricas que são geradas.
O fator de potência é determinado pelo tipo de carga ligada ao sistema elétrico, que pode ser:
- Resistiva
- Indutiva
- Capacitiva

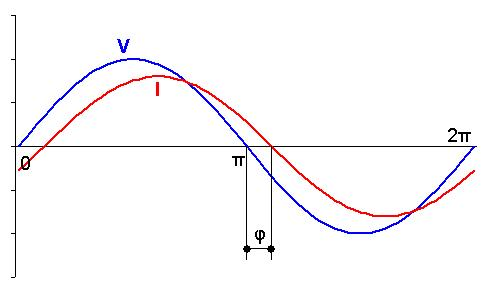
Onda de corrente (I) atrasada em relação à onda de tensão (V). A carga possui característica indutiva. FP<1 (atrasado).

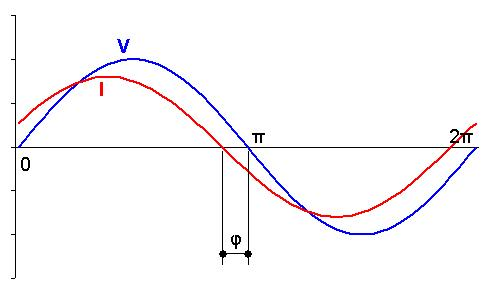
Onda de corrente (I) adiantada em relação à onda de tensão (V). A carga possui característica capacitiva. FP<1 (adiantado).

Se uma carga puramente resistiva é conectada ao sistema, a corrente e a tensão mudarão de polaridade em fase, nesse caso o fator de potência será unitário (1), e a energia elétrica flui numa mesma direção através do sistema em cada ciclo. Cargas indutivas tais como motores e transformadores (equipamentos com bobinas) produzem potência reativa com a onda de corrente atrasada em relação à tensão. Cargas capacitivas tais como bancos de capacitores ou cabos elétricos enterrados produzem potência reativa com corrente adiantada em relação à tensão. Já motores síncronos podem ter sua potência reativa tanto atrasada quanto adiantada simplesmente alterando-se a corrente de campo. Ambos os tipos de carga absorverão energia durante parte do ciclo de corrente alternada, apenas para devolver essa energia novamente para a fonte durante o resto do ciclo.
Por exemplo, para se obter 1 kW de potência ativa quando o fator de potência é unitário (igual a 1), 1 kVA de potência aparente será necessariamente transferida (1 kVA = 1 kW ÷ 1). Sob baixos valores de fator de potência, será necessária a transferência de uma maior quantidade de potência aparente para se obter a mesma potência ativa. Para se obter 1 kW de potência ativa com fator de potência 0,2 será necessário transferir 5 kVA de potência aparente (1 kW = 5 kVA × 0,2).
Frequentemente é possível corrigir o fator de potência para um valor próximo ao unitário. Essa prática é conhecida como correção do fator de potência e é conseguida mediante o acoplamento de bancos de indutores ou capacitores, com uma potência reativa Q contrário ao da carga, tentando ao máximo anular essa componente. Por exemplo, o efeito indutivo de motores pode ser anulado com a conexão em paralelo de um capacitor (ou banco) junto ao equipamento.
As perdas de energia aumentam com o aumento da corrente elétrica transmitida. Quando a carga tem fator de potência menor do que 1, mais corrente é requerida para suprir a mesma quantidade de potência útil. As concessionárias de energia estabelecem que os consumidores, especialmente os que possuem cargas maiores, mantenham os fatores de potência de suas instalações elétricas dentro de um limite mínimo,hoje 0,92 estuda-se aumentar para 0,96 caso contrário serão penalizados com cobranças adicionais. Profissionais de eletricidade frequentemente analisam o fator de potência de uma carga como um dos indicadores que afetam a eficiência da transmissão e geração de energia elétrica.

## Componentes não-senoidais
Em circuitos que têm apenas tensão e corrente alternadas, o efeito do fator de potência cresce somente com a diferença de fase entre ambas. Isso é conhecido como "fator de potência de deslocamento". Este conceito pode ser generalizado para fatores de potência reais onde a potência aparente inclui componentes de distorção harmônica. Isso possui uma importância prática em sistemas de potência que contém cargas não-lineares tais como retificadores, algumas formas de iluminação elétrica, fornos a arco, equipamentos de solda, fontes chaveadas, entre outros.
Um exemplo particularmente importante são os milhões de computadores pessoais que possuem fontes chaveadas com potência variando entre 150 W a 500 W. Historicamente, essas fontes de baixo custo incorporam um retificador simples de onda completa que conduzem apenas quando a tensão instantânea excede a tensão no capacitor de entrada. Isso produz altos picos de corrente de entrada, que, por sua vez, produzem distorções no fator de potência e problemas de carregamento, tanto dos condutores fase como neutro das instalações e dos sistemas elétricos.
Um multímetro típico fará leituras incorretas de correntes que possuam componentes harmônicas. Será necessário um multímetro que meça o valor true RMS para se medir o valor real das correntes e tensões (e a potência aparente por consequência). Para medir a potência ativa ou reativa será necessário escolher adequadamente o wattímetro, para que faça medições de correntes não-senoidais.

## Legislação
No Brasil, a Agência Nacional de Energia Elétrica - ANEEL estabelece que o fator de potência nas unidades consumidoras deve ser superior a 1144 capacitivo durante 6 horas da madrugada e 1133 indutivo durante as outras 18 horas do dia. Esse limite é determinado pelo Artigo nº 95 da Resolução ANEEL nº414 de 09 de setembro de 2010, e quem descumpre está sujeito a uma espécie de multa que leva em conta o fator de potência medido e a energia consumida ao longo de um mês.[carece de fontes?]
A mesma resolução estabelece que a exigência de medição do fator de potência pelas concessionárias é obrigatória para unidades consumidoras do Grupo A (supridas com mais de 2300 V) e facultativa para unidades consumidoras do Grupo B (abaixo de 2300 V, como prédios comerciais, estruturas comerciais, residências em geral, entre outros). A cobrança para o Grupo B, na prática, raramente ocorre, pois demandaria a instalação de medidores de energia reativa em cada uma das unidades consumidoras, o que ainda não compensa financeiramente.
No Brasil, ainda não existe legislação para regulamentar os limites das distorções harmônicas nas instalações elétricas.